# Orobothriurus famatina
Espèce
Orobothriurus famatina est une espèce de scorpions de la famille des Bothriuridae.

## Distribution
Cette espèce est endémique de la province de La Rioja en Argentine. Elle se rencontre entre 2 500 et 3 200 m d'altitude dans la Sierra de Famatina.

## Description
Le mâle holotype mesure 29,4 mm et la femelle paratype 35,3 mm, les mâles mesurent de 24,9 à 29,4 mm.

## Étymologie
Son nom d'espèce lui a été donné en référence au lieu de sa découverte, la Sierra de Famatina.

## Publication originale
- Acosta & Ochoa, 2001 : Two new species of Orobothriurus Maury, 1976 from Argentina and Peru, with comments on the systematics of the genus (Scorpiones: Bothriuridae). Scorpions 2001: in memoriam Gary A. Polis., British Arachnological Society, Burnham Beeches, p. 203-214.